# ASTA: The War of Tears and Winds
ASTA: The War of Tears and Winds hay Asta Online (Tiếng Hàn: 아스타) là tựa game nhập vai trực tuyến nhiều người chơi (MMORPG) do nhà phát triển Polygon Games của Hàn Quốc tạo ra. Trò chơi được phát triển từ năm 2010 đến giữa tháng 10 năm 2013.
Game có hai phe chiến tranh, giao tranh kiểu người chơi đấu với người chơi ở quy mô lớn và giao chiến giữa Lãnh địa với Lãnh địa và được mệnh danh là "World of Warcraft của châu Á"
ASTA: The War of Tears and Winds được hãng Webzen Games phát hành tại Bắc Mỹ và châu Âu, ra mắt vào ngày 2 tháng 3 năm 2016 và đóng cửa máy chủ của nó vào ngày 4 tháng 10 năm 2016.
Asta Online được tái phát hành trên Steam vào tháng 7 năm 2017 nhưng về sau lại ngừng hoạt động không rõ lý do. Trò chơi vẫn xuất hiện trên Steam thế nhưng lại không thể tải xuống được nữa.

## Bối cảnh
ASTA diễn ra trong bối cảnh kỳ ảo tối cao lấy cảm hứng từ thần thoại, truyền thuyết và triết học vùng Đông Á.